# 第8回十字軍

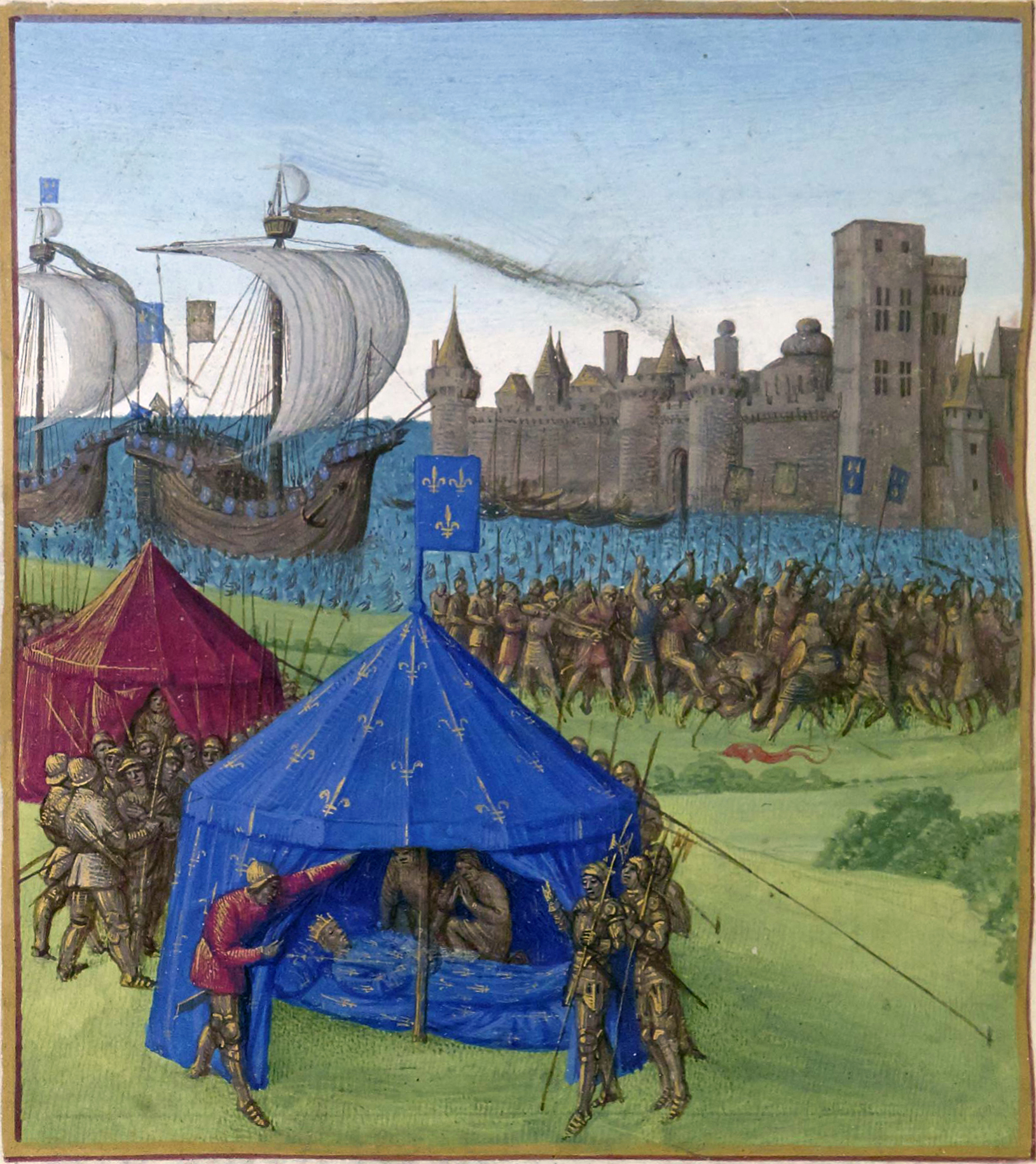
チュニスにおけるルイ9世の崩御

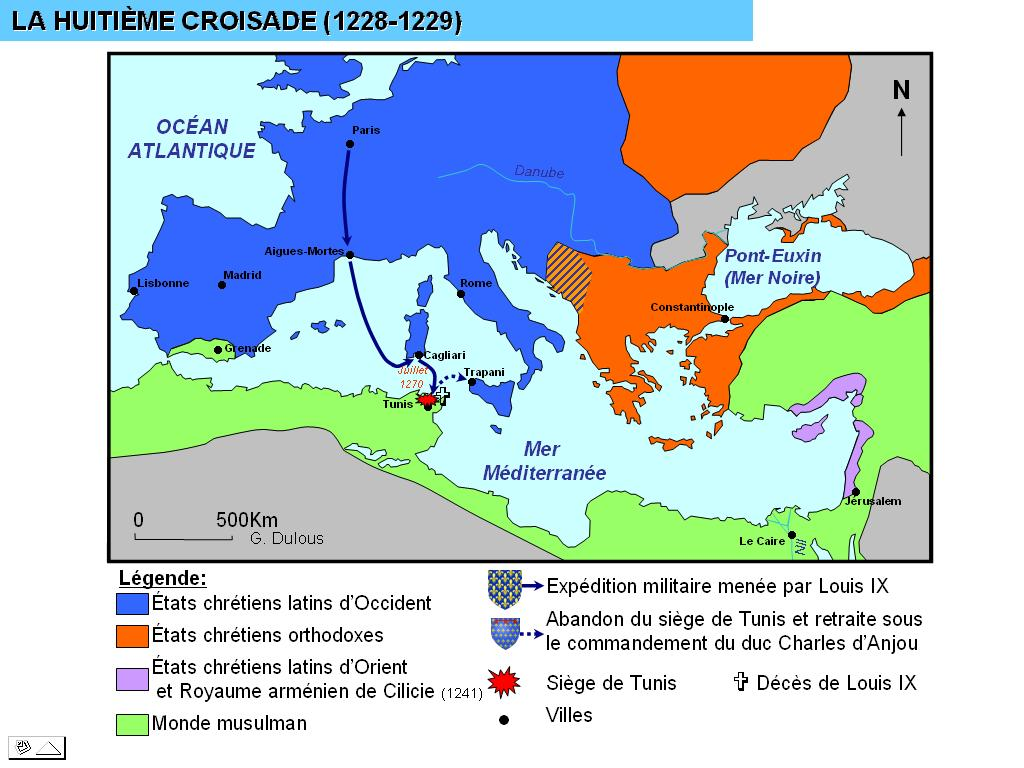
第8回十字軍の進路

第8回十字軍（だい8かいじゅうじぐん、1270年）は、フランス国王ルイ9世が主導した十字軍。イスラム教国であるチュニジアを攻撃したが、飲み水の劣悪さや暑さにより病気がはびこり、ルイ9世も死去したため撤退した。
第7回十字軍の失敗の後、ルイ9世は内政に励んできたが、健康の不調で先が長くないと感じ、死ぬ前に再び十字軍を起こすことを望んだ。この間にマムルーク朝スルタンとなったバイバルスは、シリアにおけるキリスト教都市の大部分を征服することに成功していた。
ルイ9世の弟で、ホーエンシュタウフェン朝を滅ぼしシチリア国王となっていた野心家のシャルル・ダンジュー（カルロ1世）は、自己の勢力拡大のため、かつてシチリア王国に貢納していたがその後自立したハフス朝チュニジアの征服を提案した。チュニジアのスルタンは、以前からカタルーニャやイタリアのキリスト教徒との付き合いがあり、キリスト教への改宗も考えているといわれており、ルイ9世はそれを支援してチュニジアを十字軍の供給基地にしようと考えた。
しかし、十字軍がチュニジアに上陸すると現地勢力の抵抗を受け、滞陣中に飲み水の劣悪さや暑さにより病気が蔓延しだし、8月にルイ9世が没した他、娘婿のナバラ国王テオバルド2世が帰途シチリアで没するなど、死亡者が相次いだ。シャルルと王太子フィリップ（フィリップ3世）は10月まで滞陣し、チュニジアとの貿易の回復、キリスト教徒の保護、賠償金等の条件でスルタンと和睦した。フィリップはフランスに戻り、シャルルは新たに到着したイングランド王太子エドワード（後の国王エドワード1世）と共にアッコンへ向かった（これを第9回十字軍と呼ぶことがある）。